# Heterusia humeraria
Heterusia humeraria är en fjärilsart som beskrevs av Walker 1862. Heterusia humeraria ingår i släktet Heterusia och familjen mätare. Inga underarter finns listade i Catalogue of Life.